# Wei Chun-Heng
Wei Chun-Heng (6 de julio de 1994) es un deportista taiwanés que compitió en tiro con arco, en la modalidad de arco recurvo.
Participó en dos Juegos Olímpicos de Verano en los años 2016 y 2020, obteniendo una medalla de plata en Tokio 2020 en la prueba por equipo. Ganó dos medallas en el Campeonato Mundial de Tiro con Arco al Aire Libre, plata en 2017 y bronce en 2021.

## Palmarés internacional
| Juegos Olímpicos                 | Juegos Olímpicos          | Juegos Olímpicos  | Juegos Olímpicos |
| Año                              | Lugar                     | Medalla           | Prueba           |
| -------------------------------- | ------------------------- | ----------------- | ---------------- |
| 2020                             | Tokio (Japón)             | Medalla de plata  | Equipo           |
| Campeonato Mundial al Aire Libre |                           |                   |                  |
| Año                              | Lugar                     | Medalla           | Prueba           |
| 2017                             | Ciudad de México (México) | Medalla de plata  | Individual       |
| 2021                             | Yankton (Estados Unidos)  | Medalla de bronce | Equipo           |